# Сельдерей
Сельдере́й (лат. Apium) — род травянистых растений семейства Зонтичные (Apiaceae).
Самый известный вид Сельдерей пахучий (Apium graveolens) — распространённая овощная культура.

## Этимология

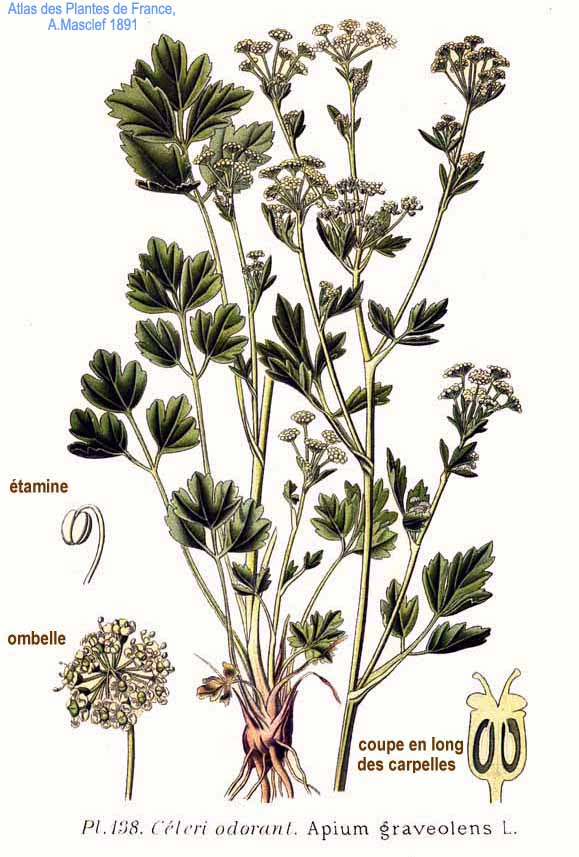
Apium graveolens. Ботаническая иллюстрация из книги «Atlas des plantes de France» 1891

Русское название сельдерей возникло путём заимствования от голландского названия selderij, либо из немецкого sellerie или французского céleri, которые в свою очередь заимствованы из латинского selīnum, которое в свою очередь позаимствовано из греческого σέλινον — «сельдерей» — буквально, «сияющий»).

## Ботаническое описание
Двулетние или многолетние растения средних и крупных размеров с утолщённым корнем, предпочитающие расти на влажных почвах болот и солончаков. Вырастают до 1 м в высоту и имеют дважды перисто-рассечённые листья на бороздчатом ветвистом стебле и маленькие зеленовато-белые цветки, собранные в сложные зонтичные соцветия. Корни растения содержат сахара, а листья-витамин С.

## Историческая справка
В Древнем Египте сельдерей выращивали как лекарственное растение. В Древней Греции и Риме листьями растения увенчивали воинов-победителей. В «Одиссее» Гомер называет сельдерей «селинон», то есть «блестящий». Изящную, мелко нарезанную листву сельдерея можно увидеть на капителях коринфских колонн. В торжественных случаях зеленью сельдерея кормили лошадей — считалось, что это придаёт им особую выносливость и силу.
С XVI века его начали выращивать в Италии, во Франции и Англии как пищевое ароматическое растение.
Первыми использовать в пищу сельдерей стали немцы, в XVII—XVIII веках к ним примкнули французы. Тогда же овощ при Екатерине II попал в Россию, но до поры оставался лишь декоративным растением.

## Прочие сведения
Растение считалось приносящим счастье, и его нередко вешали в комнатах вместе с луком и чесноком.

### Таксономия
Род Сельдерей входит в семейство Зонтичные (Apiaceae) порядка Зонтикоцветные (Apiales) . Кладограмма в соответствии с Системой APG IV:
|  |                                      |  |                                   |                                   |                     |  | ещё 6 семейств |               |               |          |
|  |                                      |  |                                   |                                   |                     |  |                |               |               | 18 видов |
|  |                                      |  |                                   | порядок Зонтикоцветные            |                     |  |                |               | род Сельдерей |          |
|  |                                      |  |                                   | порядок Зонтикоцветные            |                     |  |                |               | род Сельдерей |          |
|  | отдел Цветковые, или Покрытосеменные |  |                                   |                                   | семейство Зонтичные |  |                |               |               |          |
|  | отдел Цветковые, или Покрытосеменные |  |                                   |                                   |                     |  |                |               |               |          |
|  |                                      |  | ещё 63 порядка цветковых растений | ещё 63 порядка цветковых растений |                     |  |                | ещё 447 родов | ещё 447 родов |          |
|  |                                      |  |                                   | ещё 63 порядка цветковых растений |                     |  |                |               | ещё 447 родов |          |

## Виды
- Apium ammios  Crantz
- Apium annuum  P.S.Short
- Apium australe  Thouars
- Apium bermejoi  L.Llorens
- Apium chilense  Hook. & Arn.
- Apium commersonii  DC.
- Apium crassipes  Rchb.f.
- Apium fernandezianum  Johow
- Apium fractophyllum  Hornem.
- Apium graveolens  L. typus[2] — Сельдерей пахучий, или Сельдерей культурный
- Apium insulare  P.S.Short
- Apium inundatum  Rchb.f.
- Apium larranagum  M.Hiroe
- Apium ligula  Drude
- Apium lineare  Benth. & Hook.f.
- Apium moorei  Druce
- Apium napaceum  Chaz.
- Apium nodiflorum  (L.) Lag.
- Apium panul  Reiche
- Apium prostratum  Labill.
- Apium prostratum  Labill. ex Vent.
- Apium repens  (Jacq.) Lag.
- Apium romanum  Zuccagni
- Apium santiagoensis  M.Hiroe
- Apium sellowianum  H.Wolff